# Miss Universo Australia 2018
Miss Universo Australia 2018 fue la 55 edición del certamen Miss Universo Australia correspondiente al año 2018; se llevó a cabo el 28 de junio de 2018 en el Sofitel Melbourne en Collins, Melbourne, Victoria. 33 candidatas de diferentes partes del país compitieron por el título. Al final del concurso Olivia Rogers Miss Universo Australia 2017 de Australia del Sur coronó a Catriona Gray como su sucesora. la ganadora representará a Australia en el Miss Universo 2018.

## Resultados
| Posición                     | Candidata |
| Miss Universo Australia 2018 | |
| Primera finalista            | - Nueva Gales del Sur - Francesca Hung |
| Segunda finalista            | - Nueva Gales del Sur - Tasha Ross |
| Top 5                        | - Territorio de la Capital Australiana- Emily Tokic - Victoria - Baylee Saltmarsh                                                                                                  |
| Top 10                       | - Victoria - Tahan Lucile - Queensland - Teagan Downey - Queensland - Madeline Epstein - Australia del Sur - Dominique Chehade - Victoria - Darcy Spinks                           |
| Top 15                       | - Australia Occidental - Savannah Monkhouse - Nueva Gales del Sur - Tahlia Giumelli - Tasmania - Brooke Rogers - Territorio del Norte - Rebecca Dowling - Victoria - Lucy McArthur |

### Representación Internacional
- Miss Australia Internacional 2018 -

Emily Tokic

## Premios especiales
| Premio               | Candidata                               |
| Señorita Toybox      | - Nueva Gales del Sur - Tahlia Giumelli |
| Miss Simpatía        | - Queensland - Catriona Gray            |
| Miss Fotogénica      | - Nueva Gales del Sur - Tahlia Giumelli |
| Mejor traje nacional | - Nueva Gales del Sur - Francesca Hung  |

## Candidatas
| Estado                               | Candidata           | Edad | Estatura | Residencia   |
| Australia Occidental                 | Leah Bell           | 19   | 1.78     | Perth        |
| Australia Occidental                 | Tamara Kordic       | 21   | 1.77     | Perth        |
| Australia Occidental                 | Remi Lane           | 19   | 1.77     | Perth        |
| Australia Occidental                 | Hannah Sellman      | 26   | 1.75     | Perth        |
| Australia Occidental                 | Savannah Monkhouse  | 23   | 1.65     | Perth        |
| Australia Occidental                 | Rikki Bremner       | 22   | 1.83     | Perth        |
| Australia Meridional                 | Dominique Chehade   | 22   | 1.75     | Adelaida     |
| Australia Meridional                 | Keava Hopper        | 21   | 1.78     | Adelaida     |
| Australia Meridional                 | Rutendo Chifamba    | 22   | 1.77     | Adelaida     |
| Nueva Gales del Sur                  | Ruby Compton        | 21   | 1.78     | Newcastle    |
| Territorio del Norte                 | Rebecca Dowling     | 24   | 1.82     | Darwin       |
| Nueva Gales del Sur                  | Tahlia Giumelli     | 25   | 1.76     | Woollahra    |
| Nueva Gales del Sur                  | Francesca Hung      | 24   | 1.78     | Sídney       |
| Tasmania                             | Elsie Killick       | 21   | 1.82     | Hobart       |
| Victoria                             | Tahan Lucile        | 22   | 1.75     | Melbourne    |
| Victoria                             | Lucy McArthur       | 18   | 1.76     | Melbourne    |
| Queensland                           | Deni McDermott      | 19   | 1.76     | Brisbane     |
| Nueva Gales del Sur                  | Rosy Mae Reilly     | 23   | 1.77     | Sídney       |
| Nueva Gales del Sur                  | Tasha Ross          | 22   | 1.80     | Sídney       |
| Nueva Gales del Sur                  | Jordy Simmonds      | 22   | 1.75     | Newcastle    |
| Victoria                             | Baylee Saltmarsh    | 22   | 1.80     | Melbourne    |
| Queensland                           | Jacqueline Scheiwe  | 21   | 1.85     | Brisbane     |
| Queensland                           | Tegan Downey        | 25   | 1.77     | Brisbane     |
| Queensland                           | Catriona Gray]      | 24   | 1.78     | Cairns       |
| Queensland                           | Madeline Epstein    | 22   | 1.79     | Costa Dorada |
| Tasmania                             | Brooke Rogers       | 21   | 1.78     | Hobart       |
| Territorio de la Capital Australiana | Maryellen McCormick | 18   | 1.80     | Canberra     |
| Territorio de la Capital Australiana | Emily Tokic         | 21   | 1.78     | Canberra     |
| Territorio del Norte                 | Elle Schembri       | 21   | 1.83     | Darwin       |
| Victoria                             | Darcy Spinks        | 23   | 1.78     | Melbourne    |
| Victoria                             | Lily Thorne         | 22   | 1.80     | Melbourne    |
| Victoria                             | Ashleigh Dittman    | 19   | 1.81     | Melbourne    |
| Victoria                             | Amy-Lee Dixon       | 21   | 1.76     | Melbourne    |

## Datos acerca de las delegadas
- Algunos datos de las delegadas del certamen:
  - Francesca Hung (Nueva Gales del Sur) es de ascendencia irlandesa y china.